# Sawer
Sawer é uma cidade e uma nagar panchayat no distrito de Indore, no estado indiano de Madhya Pradesh.

## Demografia
Segundo o censo de 2001, Sawer tinha uma população de 13,146 habitantes. Os indivíduos do sexo masculino constituem 52% da população e os do sexo feminino 48%. Sawer tem uma taxa de literacia de 64%, superior à média nacional de 59.5%: a literacia no sexo masculino é de 74% e no sexo feminino é de 54%. Em Sawer, 14% da população está abaixo dos 6 anos de idade.